# Tamoanchan
Tamoanchan é um lugar mitológico conhecido das culturas mesoamericanas do México central do período pós-clássico. Nas tradições mitológicas e mitos da criação de povos do período pós-clássico tardio, como os astecas, Tamoanchan era concebido como um paraíso onde os deuses criaram o primeiro membro da atual raça humana a partir de sangue sacrificado e ossos humanos moídos que haviam sido roubados de Mictlan, o inframundo.
Quando representado nos códices astecas, Tamoanchan é frequentemente associado com a trezena 1 Calli do calendário asteca. A deidade Itzpapalotl, um dos principais tzitzimime ("demónios das estrelas"), geralmente preside a esta trezena, e por extensão Tamoanchan é muitas vezes considerado como parte do seu domínio.
A palavra tamoanchan não é de origem náuatle, contrariamente ao que poderia pensar-se, tendo sido demonstrada a sua etimologia maia, com um significado que pode ser aproximado por "lugar do céu brumoso". As descrições de Tamoanchan patentes no códice florentino indicam que os nauas do pós-clássico pensavam que se situava nas terras baixas húmidas da região da costa do golfo do México, habitada pelos huastecas.